# Chilakaluripet

Chilakaluripet är en stad i delstaten Andhra Pradesh i Indien, och tillhör distriktet Guntur. Folkmängden uppgick till 101 398 invånare vid folkräkningen 2011.